# ミュージック・プラス
ミュージック・プラス（音樂家唱片、Music Plus）はエンペラー・エンターテインメント・グループ傘下のレコードレーベルとして2001年に設立された。

## 所属アーティスト
- 王傑（デイブ・ウォン）
- 鄭希怡（ユミコ・チェン）
- 泳兒（ヴィンシー・チャン）
- 鍾舒漫（シャーマン・チョン）
- 呉浩康（ディープ・ン）
- 林峯（レイモンド・ラム）
- 王祖藍（ウォン・チョーラム）

## 過去のアーティスト
- 羅文（ロマン・タム）
- 郭偉亮（エリック・クオック）
- 陳冠希（エディソン・チャン）
- 陳奕迅（イーソン・チャン）
- 葉佩雯（グレース・イップ）